# مارکوس بیکو
مارکوس بیکو (انگلیسی: Markus N. Beeko؛ زادهٔ ۱ ژانویهٔ ۱۹۶۷) در شهر کلن آلمان متولد شد. او یک فعال حقوق بشر و دبیرکل عفو بین‌الملل شعبه آلمان است.

## تحصیلات
او تحصیلاتش را در رشته کسب‌وکار، سازمان و ایمنی ترافیک در دانشگاه کلن ادامه داد و موفق به کسب مدرک کارشناسی ارشد در رشته مدیریت اجرایی کسب و کار شد. او برای یک بنگاه تبلیغاتی شروع به کار کرد و پس از آن به مدت پنج‌سال در مؤسسه LINTAS و چهار سال بعد را به عنوان محقق اقتصادی در گروه پروگنوس آگ بود و به کمپانی‌های اروپایی مشاوره می‌داد.

## زندگی حرفه‌ای
بیکو از سال ۲۰۰۴ سرپرست کمپین بخش ارتباطات عفو بین‌الملل شعبه آلمان شد. وی همچنین عضو مؤسسه ارتباطات جهانی در دبیرخانه عفو بین‌الملل شعبه لندن بود. در اول سپتامبر ۲۰۱۶ مارکوس ان بیکو ریاست شعبه عفو بین‌الملل در آلمان را برعهده گرفت و جانشین سلمین جولیشکان شد.

## دبیران عفو بین‌الملل
| دبیرکل        | دفتر        | مبدأ          |
| ------------- | ----------- | ------------- |
| پیتر بنسون    | ۱۹۶۱–۶۶     | بریتانیا      |
| مارکوس بیکو   | ۲۰۱۶–اکنون  | آلمان         |
| اریک بکر      | ۱۹۶۶–۶۸     | بریتانیا      |
| مارتین انالز  | ۱۹۶۸–۸۰     | بریتانیا      |
| توماس هامابرگ | ۱۹۸۰–۸۶     | سوئد          |
| یان مارتین    | ۱۹۸۶–۹۲     | بریتانیا      |
| پیر سین       | ۱۹۹۲–۲۰۰۱   | سنگال         |
| ایرنه خان     | ۲۰۰۱–۱۰     | بنگلادش       |
| سلیل شتی      | ۲۰۱۰ – ۲۰۱۸ | هند           |
| کومی نایدو    | ۲۰۱۸–اکنون  | آفریقای جنوبی |